# Rovňany
Rovňany jsou obec na Slovensku v okrese Poltár. Žije zde 246 obyvatel. 

## Demografie
Podle prvního sčítání lidu v letech 1784–1787 bylo v obci 46 rodin ve 30 domech. Počet obyvatel byl 238, 1 byl vzdálený, 6 cizinců. Dohromady bylo v obci 243 osob. Z toho bylo 56 mužů ženatých, 69 svobodných. Zemanů bylo 10, měšťané 2, rolníků 20, jejich dědiců 20, jeden vysloužilý voják, dětí mezi 1. až 12. roky 30 a mezi 13. – 17. lety 9.

## Přírodní poměry

### Geomorfologie
Jádro obce leží v nadmořské výšce 235 m n. m.

## Historie
První písemná zmínka o obci pochází z roku 1264. V záznamech z roku 1341 se obec vyskytuje se jménem Rouna. Prvním starostou byl roku 1548 František Bebek. Roku 1831 byla v obci epidemie cholery. Roku 1888 byla obec začleněná do lučenského okresu.

## Osobnosti
- Július Ďuriš (1904–1986), československý ministr a komunistický politik. V Rovňanech se narodil a je zde pohřben.[2]